# Reflections
Reflections je četvrti album finskog cello metal sastava Apocalyptica koji je izašao 2003. godine. Izašao je i Special Edition album, iste godine, nazvan Reflections Revised koji sadržava ovaj album, 4 bonus pjesme i DVD.

## Lista pjesama

### CD
1. "Prologue" (Apprehension)
2. "No Education"
3. "Faraway"
4. "Somewhere Around Nothing"
5. "Drive"
6. "Cohkka"
7. "Conclusion"
8. "Resurrection"
9. "Heat"
10. "Cortège"
11. "Pandemonium"
12. "Toreador II"
13. "Epilogue" (Relief)
14. "Seemann" (album version)(*)
15. "Faraway Vol.2" (extended version)(*)
16. "Delusion"(*)
17. "Perdition"(*)
18. "Leave Me Alone"(*)

- (*)Ove pjesme se nalaze samo na Reflections Revised

### DVD
1. Faraway Live 2003
2. Enter Sandmann Live 2003
3. Inquisition Symphony Live 2003
4. Nothing Else Matters Live 2003
5. Somewhere Around Nothing Live 2003
6. Somewhere Around Nothing Video
7. Faraway Vol. 2 Video
8. Seemann Video
9. Faraway Vol. 2 EPK
10. Reflections EPK
11. Seemann EPK